# Назрань
Назра́нь (інг. Наьсаре) (в 1944–1957 — Коста-Хетагурово) — місто в Росії, найбільше місто республіки Інгушетії, до 2000 року столиця республіки. У 2000 році столиця перенесена у місто Магас, що розташовується на відстані 4 км від Назрані.

## Історія

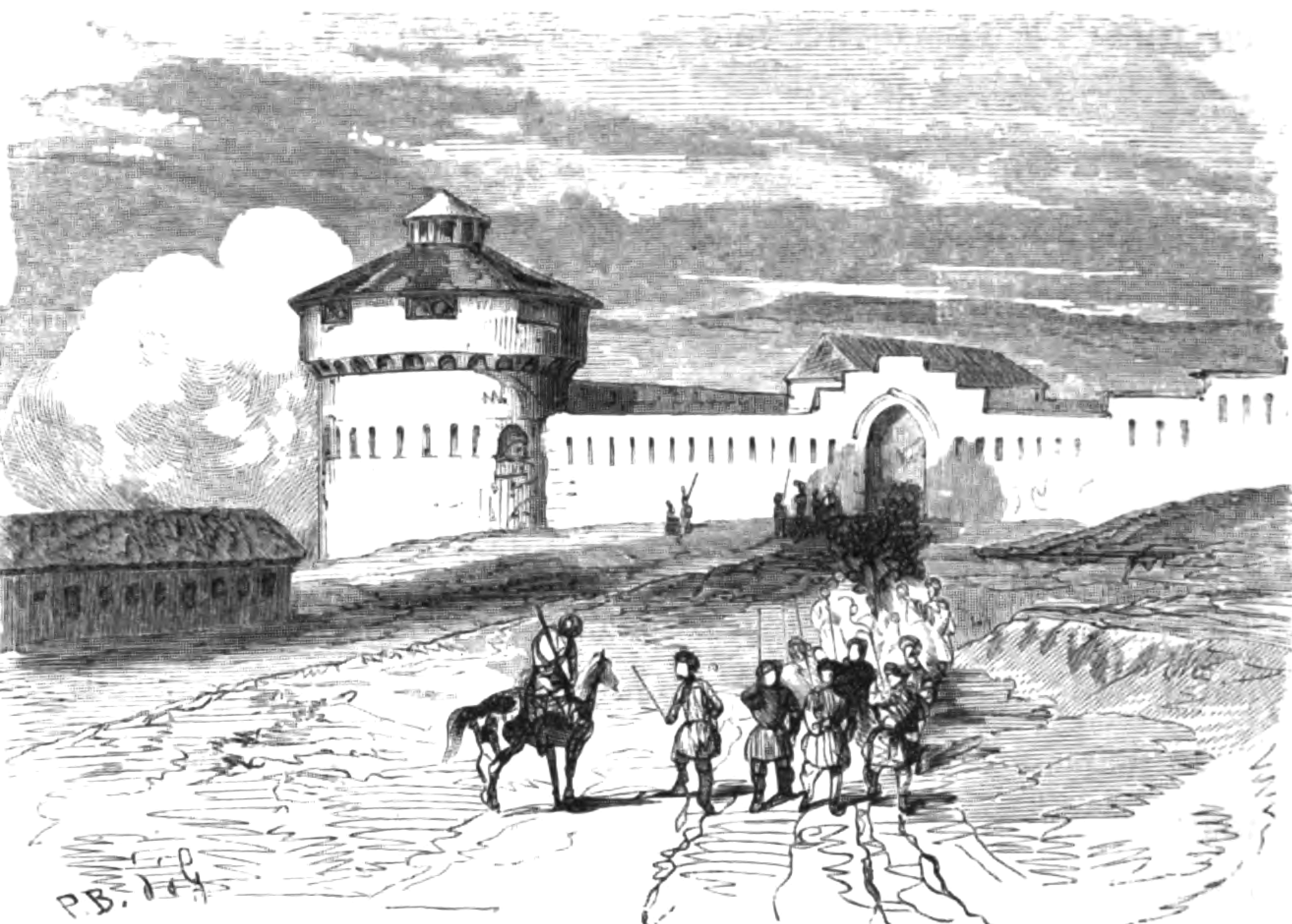
Фортеця Назрань у 1859 році

Офіційною датою заснування міста вважається 1781 рік, коли вперше було вказано на існування Інгуського посту на високому мисі в межиріччі Сунжа і Назранкі. Ця дата була офіційно затверджена у 2000 році на науково-практичній конференції, організованій адміністрацією міста. Перша письмова згадка про місто датується 5 червня 1810 року.
В 1944 році, у зв'язку з депортацією чеченців та інгушів, село Назрань увійшло до складу Північно-Осетинської АРСР і було перейменовано в Коста-Хетагурово (на честь осетинського поета Коста Хетагурова). Після відновлення Чечено-Інгуської АРСР в 1957 році селу було повернуто історичну назву. Статус міста присвоєно 16 жовтня 1967 року. У 2009 році із складу міста було вилучено два міських округи: Барсукинський та Пліївський.

## Населення
| Чисельність населення, ос. | Чисельність населення, ос. | Чисельність населення, ос. | Чисельність населення, ос. | Чисельність населення, ос. | Чисельність населення, ос. | Чисельність населення, ос. | Чисельність населення, ос. | Чисельність населення, ос. |
| 1939                       | 1959                       | 1970                       | 1979                       | 1989                       | 2002                       | 2009                       | 2010                       |                            |
| -------------------------- | -------------------------- | -------------------------- | -------------------------- | -------------------------- | -------------------------- | -------------------------- | -------------------------- | -------------------------- |
| 2 838                      | 5 703                      | 12 894                     | 14 945                     | 18 246                     | 125 066                    | 136 991                    | 93 357                     |                            |

Національний склад населення міста і його округів за переписом 2002 року:
|                       | Все населення | Інгуші          | Чеченці         | Росіяни       | Інші        |
| --------------------- | ------------- | --------------- | --------------- | ------------- | ----------- |
| Назрань, всього       | 125 066       | 106 345 (85 %)  | 16 996 (13,6 %) | 1 146 (0,9 %) | 579 (0,5 %) |
| Альтіївський округ    | 10 959        | 8 906 (81,3 %)  | 2 003 (18,3 %)  | 9 (0,1 %)     | 41 (0,3 %)  |
| Барсукинський округ   | 10 189        | 9 735 (95,5 %)  | 428 (4,2 %)     | 17 (0,2 %)    | 9 (0,1 %)   |
| Гамурзіївський округ  | 10 785        | 10 243 (95 %)   | 499 (4,6 %)     | 27 (0,3 %)    | 16 (0,1 %)  |
| Насир-Кортський округ | 24 107        | 18 252 (75,7 %) | 5 780 (24 %)    | 26 (0,1 %)    | 49 (0,2 %)  |
| Пліївський округ      | 13 892        | 13 494 (97,1 %) | 332 (2,4 %)     | 37 (0,3 %)    | 29 (0,2 %)  |
| Центральний округ     | 55 134        | 45 715 (82,9 %) | 7 954 (14,4 %)  | 1 030 (1,9 %) | 435 (0,8 %) |

## Галерея

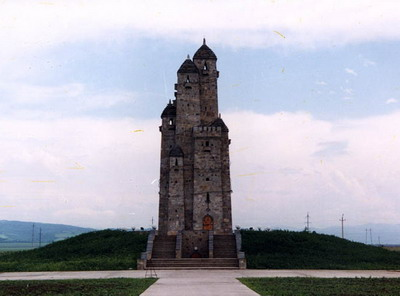
Меморіал пам'яті жертв політичних репресій
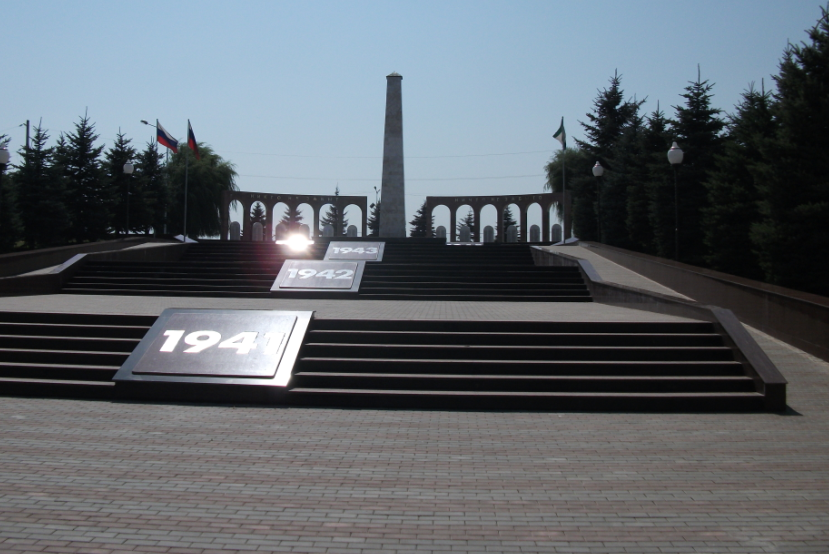
Меморіал пам'яті жертв Другої світової війни
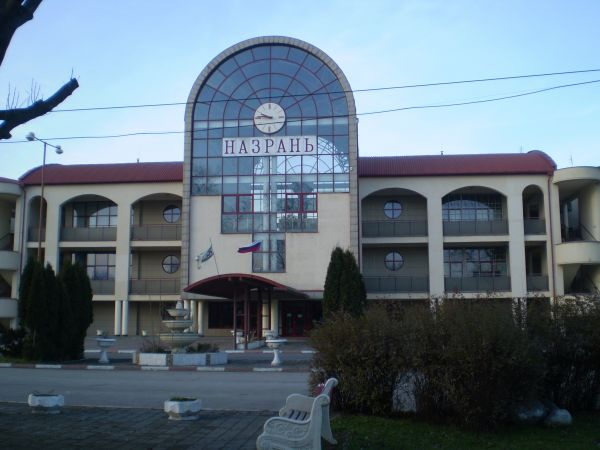
Залізничний вокзал
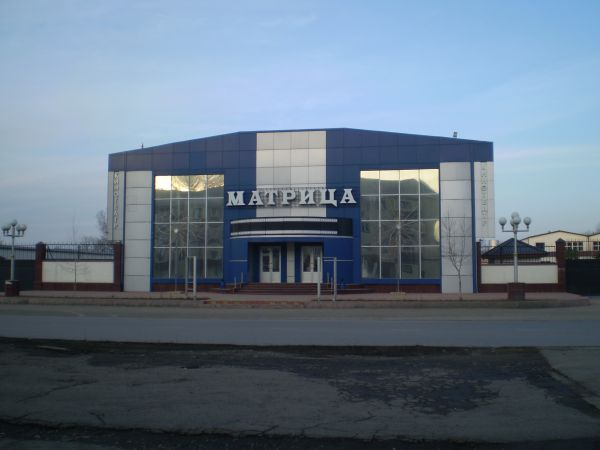
Кінотеатр Матриця